# Hipotiroïdisme
L'hipotiroïdisme és una malaltia en humans i animals causada per la producció insuficient d'hormones tiroidals per la glàndula tiroide.

## Símptomes
En els adults, l'hipotiroïdisme s'associa amb els símptomes següents:
- Baix to muscular (hipotonia muscular)
- Cansament
- Intolerància al fred, augment de la sensibilitat al fred
- Depressió
- Rampes musculars i dolor en les articulacions
- Síndrome del túnel carpià
- De vegades pot aparèixer inflor de la part anterior del coll (goll)[1]
- Ungles primes i trencadisses
- Cabell feble i trencadís
- Pal·lidesa
- Disminució de la sudoració
- Pell seca, la qual ocasiona pruïja[2]
- Augment de pes i la retenció d'aigua
- Bradicàrdia (freqüència cardíaca baixa: menys de seixanta pulsacions per minut)
- Restrenyiment

## Causes
A nivell mundial, massa poc iode en la dieta és la causa més freqüent d'hipotiroïdisme. La tiroïditis de Hashimoto és la causa més freqüent d'hipotiroïdisme en països amb suficient iode dietètic. Causes menys freqüents són el tractament previ amb iode radioactiu (iode-131), lesions a l'hipotàlem o a la hipòfisi anterior, certs medicaments, la falta de tiroides en funcionament al néixer o la cirurgia tiroide prèvia.
| Grup                    | Causes |
| ----------------------- | --- |
| Hipotiroïdisme primari  | - Deficiència de iode (països en desenvolupament) - Tiroïditis - Autoimmunitària: com la de Hashimoto o la de Graves-Basedow - Granulomatosa subaguda - Postpart - Infecciosa aguda - Tractaments - Tiroidectomia prèvia - Previ amb radioiode - Radioteràpia del coll - Medicaments: estabilitzants de l'estat d'ànim basats en liti, amiodarona, interferó alfa, inhibidors de la tirosina-cinasa com sunitinib |
| Hipotiroïdisme central  | - Lesions que comprimeixen la hipòfisi: adenoma hipofisari, craniofaringioma, meningioma, glioma, quist de la bossa de Rathke, metàstasi, sella buida, aneurisma de l'artèria caròtida interna - Tractaments: Cirurgia o radiació a la hipòfisi, fàrmacs - Traumatismes - Trastorns vasculars: apoplexia pituïtària, síndrome de Sheehan, hemorràgia subaracnoidal - Malalties autoimmunitàries: hipofisitis limfocítica, trastorns poliglandulars - Malalties infiltratives: sobrecàrrega de ferro per hemocromatosi o talassèmia, neurosarcoïdosi, histiocitosi de cèl·lules de Langerhans - Trastorns congènits heretats particulars - Infeccions en el sistema nerviós central: tuberculosi, micosi, sífilis |
| Hipotiroïdisme congènit | - Disgènesi tiroidal (75%) - Dishormonogènesi tiroidal (20%) - Transferència d'anticossos materns o radioiode - Síndromes: - Mutacions en GNAS complex locus, PAX8, TTF-1/NKX2-1, TTF-2/FOXE1 - de Pedred, associada amb pèrdua auditiva sensorial - De manera transitòria: per dèficit o excés de iode matern, anticossos del receptor anti-TSH, certs trastorns congènits, malalties neonatals - Central: disfunció hipofisària (idiopàtica, displàsia septo-òptica, deficiència de PIT1, deficiència aïllada de TSH) |

## Epidemiologia
Es calcula que al voltant de mil milions de persones amb deficiència de iode; no obstant això, no se sap amb quina freqüència això produeix hipotiroïdisme. Es creu que l'hipotiroïdisme subclínic, una forma més lleugera d'hipotiroïdisme caracteritzada pels nivells normals de tiroxina i un nivell elevat de TSH, es produeix en el 4,3–8,5% de les persones dels Estats Units.